# Plasmodi
Plasmodium és un gènere de protistes apicomplexes de l'ordre dels Hemosporidis i família Plasmodiidae del que es coneixen més de 175 espècies.
El paràsit sempre té dos hostes en el seu cicle vital: un mosquit que actua com a vector, i un hoste vertebrat. Pels humans hi ha quatre espècies que provoquen la malària o paludisme: P. falciparum, P. malariae, P. ovale i P. vivax, dels quals la primera és la més virulenta i la que produeix la major mortalitat. Altres espècies infecten a altres animals, incloent aus, rèptils i rosegadors.

## Descripció
El gènere Plasmodium està format per tots els eucariotes del fílum Apicomplexa que pateixen el procés de replicació asexual de la merogonia dins dels glòbuls vermells de l'hoste i produeixen el pigment cristal·lí hemozoïna com a subproducte de la digestió de l'hemoglobina de l'hoste. Les espècies de Plasmodium contenen moltes característiques que són comunes a altres eucariotes, i algunes que són úniques al seu fílum o gènere.
Les espècies de Plasmodium tenen moltes característiques que són comunes a altres eucariotes, i algunes que són úniques del seu fílum o gènere. El genoma de Plasmodium està format per 14 cromosomes continguts al nucli. Els paràsits de Plasmodium mantenen una única còpia del seu genoma durant gran part del cicle vital, duplicant el genoma només per un breu intercanvi sexual dins de l'intestí de l'insecte hoste.
Al costat del nucli hi ha el reticle endoplasmàtic (RE), que funciona de manera similar al RE en altres eucariotes. Les proteïnes es transporten des del RE fins a l'aparell de Golgi, que generalment consisteix en un únic compartiment lligat a la membrana en Apicomplexes. Des d'aquí, les proteïnes es transporten a diversos compartiments cel·lulars o a la superfície cel·lular.
Com altres apicomplexes, les espècies de Plasmodium tenen diverses estructures cel·lulars a l'extrem apical del paràsit que serveixen com a orgànuls especialitzats per secretar efectors a l'hoste. Les més destacades són les ròptries bulboses que contenen proteïnes paràsites implicades en envair la cèl·lula hoste i modificar l'hoste un cop dins. Al costat de les ròptries hi ha estructures més petites anomenades micronemes que contenen proteïnes paràsites necessàries per la motilitat, així com per reconèixer i unir-se a les cèl·lules hostes. Escampades pel paràsit hi ha vesícules secretores anomenades grànuls densos que contenen proteïnes paràsites implicades en la modificació de la membrana que separa el paràsit de l'hoste, anomenada vacúol parasitòfor.
Les espècies de Plasmodium també contenen dos grans orgànuls lligats a la membrana d'origen endosimbiòtic: el mitocondri i l'apicoplast, tots dos tenen un paper clau en el metabolisme del paràsit. A diferència de les cèl·lules de mamífers que contenen molts mitocondris, les cèl·lules de Plasmodium contenen un únic mitocondri gran que coordina la seva divisió amb la de la cèl·lula infectada. Com en altres eucariotes, el mitocondri de Plasmodium és capaç de generar energia en forma d'ATP mitjançant el cicle de l'àcid cítric; tanmateix, aquesta funció només és necessària per la supervivència del paràsit a l'insecte hoste, i no és necessària pel creixement dels glòbuls vermells. Un segon orgànul, l'apicoplast, es deriva d'un esdeveniment secundari d'endosimbiosi. En aquest cas l'adquisició d'una alga vermella per part de l'ancestre Plasmodium. L'apicoplast està implicat en la síntesi de diversos precursors metabòlics, incloent àcids grassos, isoprenoides, cúmuls de ferro-sofre i components de la via de biosíntesi de l'hemo.

## Cicle del paràsit
Els paràsits generalment s'introdueixen en un hoste vertebrat per la picada d'un insecte hoste (generalment la femella de l'espècie de moquits Anopheles, amb l'excepció d'algunes espècies de rèptils Plasmodium). El cicle costa de dues etapes:
- Etapes exo-eritrocítiques o hepàtiques. Amb la picada del mosquit s'inocula el paràsit existent a la seva saliva a la sang o sistema limfàtic de l'hoste. En aquest moment, el plasmodi es troba en una fase coneguda com esporozoït. Els esporozoïts passen al torrent sanguini fins que arriben als hepatòcits del fetge. Allà es multipliquen per merogònia formant l'esquizont hepàtic, que en trencar-se l'hepatòcit rep el nom de merozoït. Aquests merozoïts poden o bé reinfectar hepatòcits, o bé tornar al torrrent sanguini on penetraran als eritròcits per poder continuar el cicle.[2][13] A l'hepatòcit, d'un esporozoït sorgeixen miles de merozoïts, el que comporta una alta activitat metabòlica. En aquesta mateixa etapa, algunes espècies de Plasmodium de primats(en concret, P. vivax i P. ovale) poden formar una etapa latent de llarga vida anomenada hipnozoït, que pot romandre al fetge durant un any o més.[14][13]Cicle de vida de Plasmodium

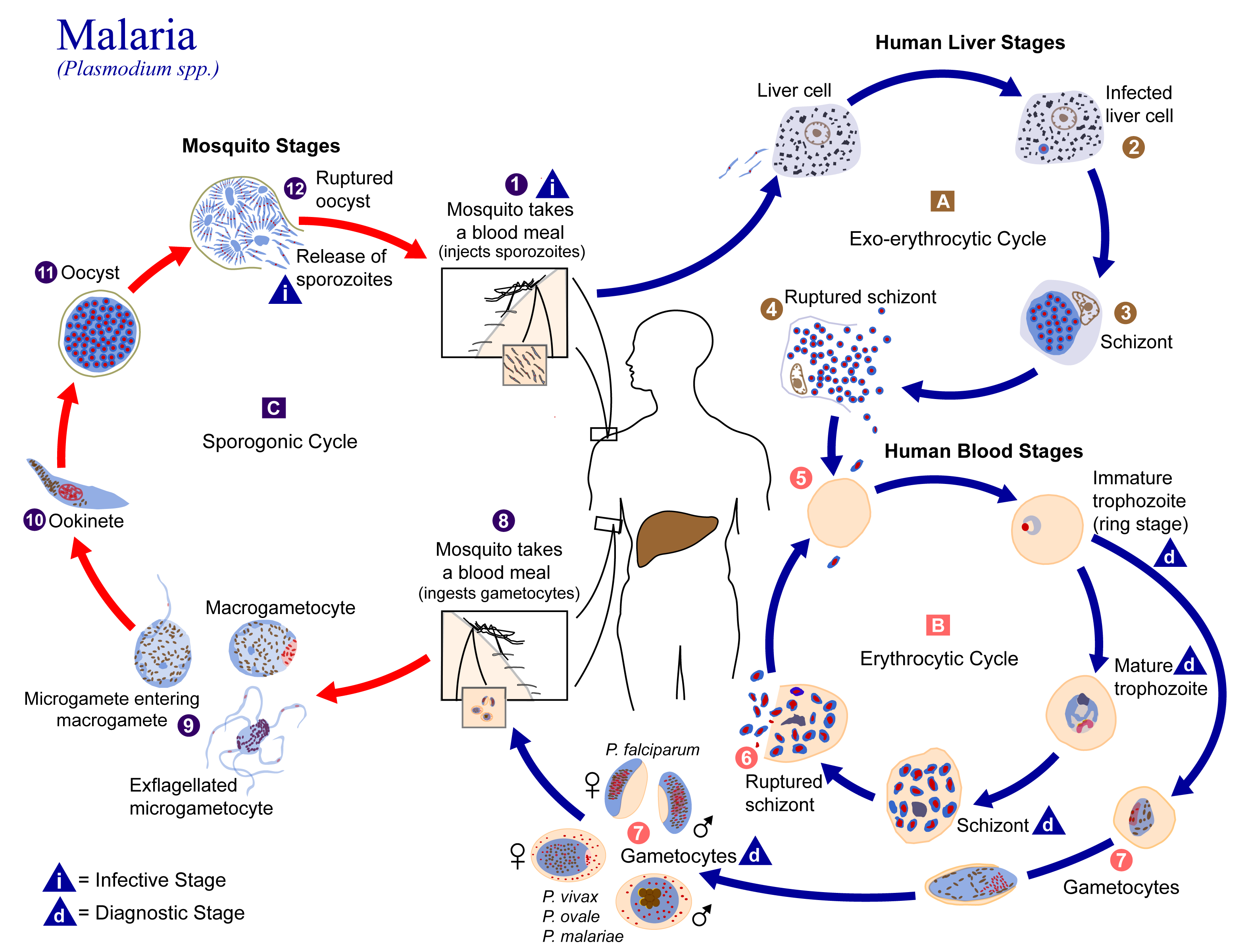
Cicle de vida de Plasmodium

- Etapes eritrocítiques o sanguínies. Als eritròcits, els merozoïts comencen a alimentar-se de la part proteica de l'hemoglobina, apareixent llavors el trofozoït. Novament per merogònia es multiplica a l'interior d'aquestes cèlules, formant-se l'esquizont hemàtic. També es trenca la cèl·lula (en aquest cas, l'eritròcit) alliberant nous merozoïts. La majoria dels merozoïts continuen amb aquest cicle replicatiu infectant nous eritròcits, però alguns es converteixen en gametòcits masculins (microgametòcits) i femenins (macrogametòcits).[2]
- Etapes al mosquit. Si l'individu infectat és picat novament per un mosquit, els gametòcits masculins i femenins passen al mosquit. A l'interior d'aquest es diferencien en gàmetes (4-8 microgàmetes per cada gametòcit masculí, i un macrogàmeta per cada gametòcit femení) que en fusionar-se produeixen els zigots. Els zigots, a la vegada, es converteixen en oocinets mòbils i allargats, que envaiexen la paret intestinal del mosquit, on es desenvolupen a ooquists. Aquests ooquists creixen, es trenquen i alliberen una nova generació d'esporozoïts, que migren cap a les glàndules salivals del mosquit. És en aquesta fase on el Plasmodium pot tornar a ser injectat a l'hoste.[5]

## Espècies de plasmodis
Llista d'espècies del gènere Plasmodium:
- Plasmodium achiotense
- Plasmodium aegyptensis
- Plasmodium aeuminatum
- Plasmodium agamae
- Plasmodium anasum
- Plasmodium atheruri
- Plasmodium azurophilum
- Plasmodium balli
- Plasmodium bambusicolai
- Plasmodium basilisci
- Plasmodium berghei
- Plasmodium bigueti
- Plasmodium brasilianum
- Plasmodium brygooi
- Plasmodium booliati
- Plasmodium bubalis
- Plasmodium bucki
- Plasmodium coatneyi
- Plasmodium cathemerium
- Plasmodium cephalophi
- Plasmodium chabaudi
- Plasmodium chiricahuae
- Plasmodium circularis
- Plasmodium cnemidophori
- Plasmodium coatneyi
- Plasmodium coggeshalli
- Plasmodium colombiense
- Plasmodium corradettii
- Plasmodium coturnix
- Plasmodium coulangesi
- Plasmodium cuculus
- Plasmodium popo
- Plasmodium cyclopsi
- Plasmodium cynomolgi
- Plasmodium diminutivum
- Plasmodium diploglossi
- Plasmodium dissanaikei
- Plasmodium dominicana
- Plasmodium durae
- Plasmodium egerniae
- Plasmodium elongatum
- Plasmodium eylesi
- Plasmodium fabesia
- Plasmodium fairchildi
- Plasmodium falciparum
- Plasmodium fallax
- Plasmodium fieldi
- Plasmodium foleyi
- Plasmodium forresteri
- Plasmodium floridense
- Plasmodium fragile
- Plasmodium garnhami
- Plasmodium gallinaceum
- Plasmodium giganteum
- Plasmodium giovannolai
- Plasmodium girardi
- Plasmodium gonatodi
- Plasmodium gonderi
- Plasmodium georgesi
- Plasmodium gracilis
- Plasmodium griffithsi
- Plasmodium guanggong
- Plasmodium gundersi
- Plasmodium guyannense
- Plasmodium heischi
- Plasmodium hegneri
- Plasmodium hermani
- Plasmodium heteronucleare
- Plasmodium hexamerium
- Plasmodium holaspi
- Plasmodium huffi
- Plasmodium hylobati
- Plasmodium icipeensis
- Plasmodium inopinatum
- Plasmodium inui
- Plasmodium jefferi
- Plasmodium josephinae
- Plasmodium juxtanucleare
- Plasmodium kempi
- Plasmodium knowlesi
- Plasmodium kentropyxi
- Plasmodium leanucteus
- Plasmodium lemuris
- Plasmodium lophurae
- Plasmodium lepidoptiformis
- Plasmodium lygosomae
- Plasmodium mabuiae
- Plasmodium mackerrasae
- Plasmodium maculilabre
- Plasmodium maior
- Plasmodium malariae
- Plasmodium marginatum
- Plasmodium matutinum
- Plasmodium mexicanum
- Plasmodium minasense
- Plasmodium morulum
- Plasmodium nucleophilium
- Plasmodium octamerium
- Plasmodium odocoilei
- Plasmodium ovale
- Plasmodium papernai
- Plasmodium paranucleophilum
- Plasmodium parvulum
- Plasmodium pedioecetii
- Plasmodium pelaezi
- Plasmodium percygarnhami
- Plasmodium petersi
- Plasmodium pifanoi
- Plasmodium pinotti
- Plasmodium pinorrii
- Plasmodium pitheci
- Plasmodium pitmani
- Plasmodium polare
- Plasmodium praecox
- Plasmodium reichenowi
- Plasmodium relictum
- Plasmodium rhadinurum
- Plasmodium rhodaini
- Plasmodium robinsoni
- Plasmodium rouxi
- Plasmodium sandoshami
- Plasmodium sasai
- Plasmodium schweitzi
- Plasmodium silvaticum
- Plasmodium simium
- Plasmodium semiovale
- Plasmodium shortii
- Plasmodium smirnovi
- Plasmodium subpraecox
- Plasmodium tenue
- Plasmodium tejerai
- Plasmodium tomodoni
- Plasmodium torrealbai
- Plasmodium traguli
- Plasmodium tribolonoti
- Plasmodium tropiduri
- Plasmodium uilenbergi
- Plasmodium watteni
- Plasmodium wenyoni
- Plasmodium vacuolatum
- Plasmodium vastator
- Plasmodium vaughani
- Plasmodium vinckei
- Plasmodium vivax
- Plasmodium volans
- Plasmodium yoelii
- Plasmodium youngi
- etc.